# Мишабель
Мишабель (нем. Mischabel) — горный массив в Пеннинских Альпах, в Швейцарии.
Горная группа Мишабель лежит между долинами Засталь и Маттерталь и наиболее хорошо просматривается со стороны селения Зас-Фе. Состоит из трёх вершин — Дом (4 545 м, главная вершина), Тешхорн (4 491 м, южнее Дома) и Ленцшпитце (4 294 м, севернее Дома). На склонах Мишабель находится ледник Хобергглетчер.
Этимология наименования трёхвершинной Мишабели точно не установлена. Некоторые из учёных полагают, что оно происходит от трёхзубых «Mischtgabla» (навозных вил) — на диалекте местных крестьян. Другие считают, что это название сохранилось со времён вторгшихся на территорию нынешнего Вале около 900 года сарацин (араб. муджабаль переводится как «горная цепь»).
В более широком смысле горы Мишабель являются одной из подгрупп Пеннинских Альп и охватывает некоторые соседние вершины лежащего к северо-западу хребта Надельграт: Надельхорн (4 328 м.), Штеккнадельхорн (4 241 м.), Хобергхорн (4 219 м.), Дюрренхорн (4 034 м.). Также в состав гор Мишабель включаются вершины группы Аллалин: Альпхубель (4 206 м.), Аллалинхорн (4 027 м.), Римпфишхорн (4 198 м.), Штральхорн (4 190 м.).